# Distretto di Baharak (Badakhshan)
Il distretto di Baharak è un distretto dell'Afghanistan situato nella provincia del Badakhshan, situato ad est del capoluogo Feyzabad.
La popolazione è costituita da circa 13.000 abitanti. Il capoluogo del distretto è la città di Baharak.
Il distretto di Baharak è anche conosciuto come Baharistan.